# Macao
Macao (tradiční znaky: 澳門; zjednodušené znaky: 澳门; pinyin: Àomén, portugalsky Macau) je bývalá portugalská kolonie, od roku 1999 zvláštní správní oblast Čínské lidové republiky. Rozprostírá se při ústí Perlové řeky do Jihočínského moře, 60 kilometrů západně od Hongkongu. Jedná se o nejhustěji obydlenou oblast na světě. Historické centrum Macaa je součástí světového dědictví. Velké mezinárodní společnosti zde provozují kasina a hotely, což přináší stabilní příliv kapitálu. Macao bylo v roce 2024 z hlediska HDP na obyvatele třetím nejbohatším státem světa: 130 tis. USD/obyvatele. Pro srovnání USA mělo ve stejné době 87 tis. USD/obyvatele.

## Název
Macao bylo nejdříve známé pod několika jmény. Bylo nazýváno například Chao-ťing, Ťing-chaj a Ma-ťiao.
Stará legenda praví, že se v přístavu ve Fu-ťienu jednoho dne objevila mladá a chudá dívka jménem A-Ma. Hledajíc způsob, jakým by se mohla dostat do provincie Kuang-tung, žádala rybáře, aby ji svezli. Nikdo z bohatých nebyl ochotný, až na jednoho rybáře, který neměl moc peněz. O něco později se na cestě strhla bouře a všechny lodě byly zničeny, kromě jedné, která vezla dívku A-Ma. Jakmile se dostali na břeh u Macaa, dívka zmizela, aby se poté znovu objevila jako bohyně. Na kopci, kde se zjevila, nechal rybář postavit chrám.
Když v polovině 16. století připluli Portugalci na pobřeží, ptali se, kde jsou. Místní ukázali na chrám a odpověděli „A-Ma-Gao“ (česká transkripce: „A-Ma-Kao“; v překladu: „Zátoka A-Ma“). Od té doby bylo toto území nazváno Macaem.
Chrám A-Ma (neboli také Mazu) je nejstarší chrám v Macau. Byl postaven v roce 1488 za dynastie Ming (1368–1644).

## Historie a politika
Macao bylo součástí čínského území od starověku. Formálně se stalo součástí Číny ve 3. století př. n. l., kdy bylo začleněno do okresu Faniu prefektury Nan-chaj. Později se stalo částí okresu Siang-šan (nynější město Čong-šan). V roce 1553 Portugalci podplatili místní vládní úředníky v Kuang-tungu a získali povolení kotvit v přístavu Macao a obchodovat. V roce 1557 se začali usazovat v okolí. V období po l. opiové válce roku 1840 Portugalci využili slabosti vlády dynastie Čching a zmocnili se sousedních ostrovů Taipa a Coloane. V roce 1887 donutila portugalská vláda dynastii Čchingů, aby podepsali návrh smlouvy o čínsko-portugalském setkání a následně poté v Pekingu čínsko-portugalskou smlouvu, která ustanovovala, že „Portugalsko bude spravovat Macao a přilehlé oblasti na věky jako kterékoliv jiné jim ovládané území“. Od té doby Portugalsko spravovalo Macao.

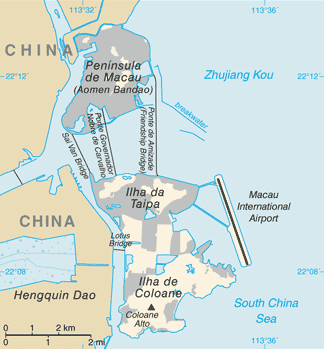
Mapa Macaa

Výsledkem dlouhodobého úsilí vlády ČLR o změnu tohoto stavu bylo v roce 1987 parafování společného čínsko-portugalského prohlášení o tom, že 20. prosince 1999 obnoví ČLR svou suverenitu nad Macaem, což se také uskutečnilo. Čínská vláda, obdobně jako v případě Hongkongu, zde uplatňuje princip „jedna země, dva systémy“, to je „správa Macaa obyvateli Macaa“ a „vysoký stupeň autonomie“.

## Symboly
Macao, čínské závislé území, užívá vedle čínských symbolů i své vlastní.

### Vlajka
Macajská vlajka je tvořena zeleným listem o poměru stran 2:3, v jehož středu je umístěn bílý stylizovaný květ lotosu se třemi listy, nad stylizovaným bílým mostem a mořem, znázorněným čtyřmi bílými, nestejně dlouhými pruhy. Nad tímto emblémem je v oblouku pět žlutých pěticípých hvězd (prostřední je o něco větší).

### Znak
Macajský znak je emblém kruhového tvaru. V zeleném středovém poli je do půlkruhu pět zlatých hvězd, uprostřed jedna větší a čtyři menší. Jeden z cípů hvězd směřuje vždy ven ze středu. Pod nimi je bílý květ lotosu nad stylizovaným bílým mostem a mořem, znázorněným čtyřmi bílými, nestejně dlouhými pruhy. V bílém mezikruží je zelený text, nahoře čínsky 中華人民共和國澳門特別行政區, ČUNG-CHUA ŽEN-MIN KUNG-CHE-KUO AO-MEN TCHE-PIE SING-ČENG-ČCHÜ (česky Zvláštní administrativní oblast Macao Čínské lidové republiky) a dole portugalsky MACAU (česky Macao).

## Geografie

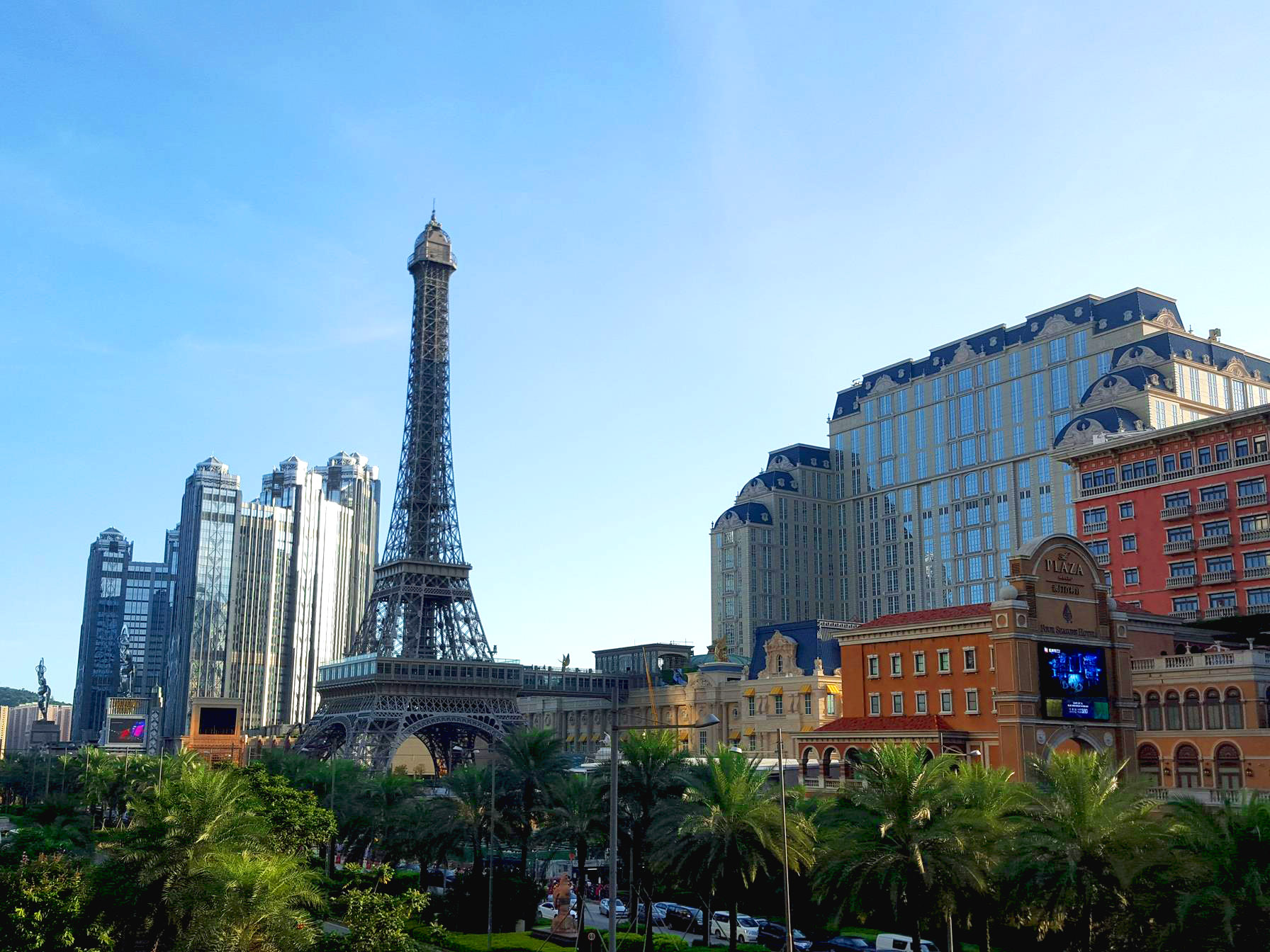
Ostrov Cotai

Území Macaa sestává ze stejnojmenného poloostrova Macao a dvou historických ostrůvků Taipa a Coloane. Tyto ostrovy propojili Číňané pevninou v jeden ostrov, který nazvali Cotai. Stavba propojení začala již v r. 1968, pokračovala v 90. letech a v r. 2005 bylo propojení hotové. Ostrov byl pak propojen s Macajským poloostrovem mosty. Nové propojení má plochu 5,2 km². Následně bylo na této ploše postaveno mnoho nových hotelů a kasin. 
V roce 1912 byla rozloha Macaa přibližně 10,28 km², v roce 2018 již 32.9 km². Macao sousedí s čínskou provincií Kuang-tung. Od roku 2018 je spojeno s Hongkongem 55 km dlouhým mostem Hongkong – Ču-chaj – Macao.
Od kontinentální Číny má Macao pronajatou část ostrova Cheng-čchin, kde provozuje Macajskou univerzitu.

## Kultura
Na území Macaa docházelo po dobu více než 400 let  k mísení čínské a portugalské kultury i náboženských tradic. Konají se zde po celý rok různé festivaly a jsou slaveny různé svátky. Koncem ledna a začátkem února se slaví lunární čínský Nový rok. Je to nejdůležitější tradiční festival. V únoru se v chrámu Pou Tai Un v Taipa slaví svátek Tou Tei, boha Země. V únoru se koná také římskokatolický obřad Umučení našeho Pána. V březnu se koná Macau Arts festival, v dubnu festival A-Ma na počest bohyně Matsu. V červnu se na jezeře Nam Van koná Festival dračích lodí. Největší událostí roku je každý rok v listopadu Macau Grand Prix, silniční závod pro automobily i motocykly. Všechny události a slavnosti roku končí v prosinci zimním slunovratem.
Historické centrum Macaa bylo zařazeno na seznam světového dědictví UNESCO. Nachází se zde asi 25 význačných pamětihodností. Je to např. pevnost Guia, St Lawrence's Church (kostel sv. Vavřince), divadlo Dom Pedro V, Maurská kasárna,  chrám A-Ma, zasvěcený Matsu, bohyni mořeplavců a rybářů atd.

##### Portugalské centrum
V Macau působí Portugalské jazykové a kulturní centrum, které si klade za cíl dále udržovat a šířit portugalský jazyk a kulturu a za jejich pomoci vést kulturní dialog Oriente-Ocidente (východ-západ).

## Doprava
V roce 2019 zahájil částečný provoz Macau Light Rapid Transit – systém rychlé hromadné dopravy s celkovou délkou 9,3 kilometrů a 11 stanicemi. Po dokončení bude celý systém obsluhovat poloostrov Macao a ostrov Cotai. Systém používá vozidla od firmy Mitsubishi s pryžovými pneumatikami, které jezdí po betonových kolejích. Mitsubishi dodalo 55 dvouvozových vlaků, které jsou plně automatizované (jezdí bez řidiče).

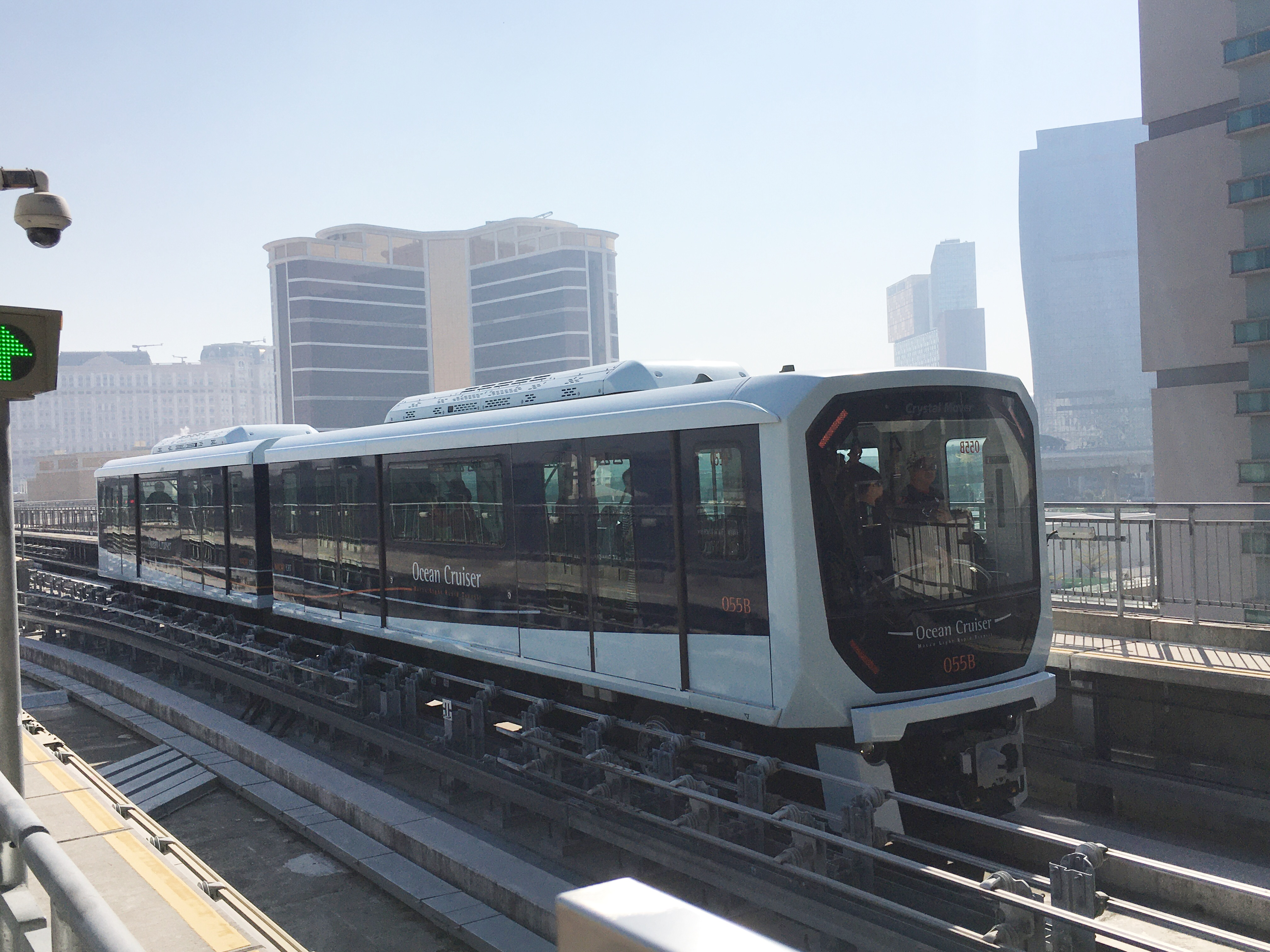
Systém rychlé dopravy v Macau

Trajektová doprava jezdí do Hongkongu a pevninské Číny. Veřejná autobusová doprava má více než 80 linek.
Mezinárodní letiště Macao odbaví více než 8 milionů cestujících ročně. Bylo postaveno v moři na pruhu rekultivované země u ostrova Cotai.

## Obyvatelstvo

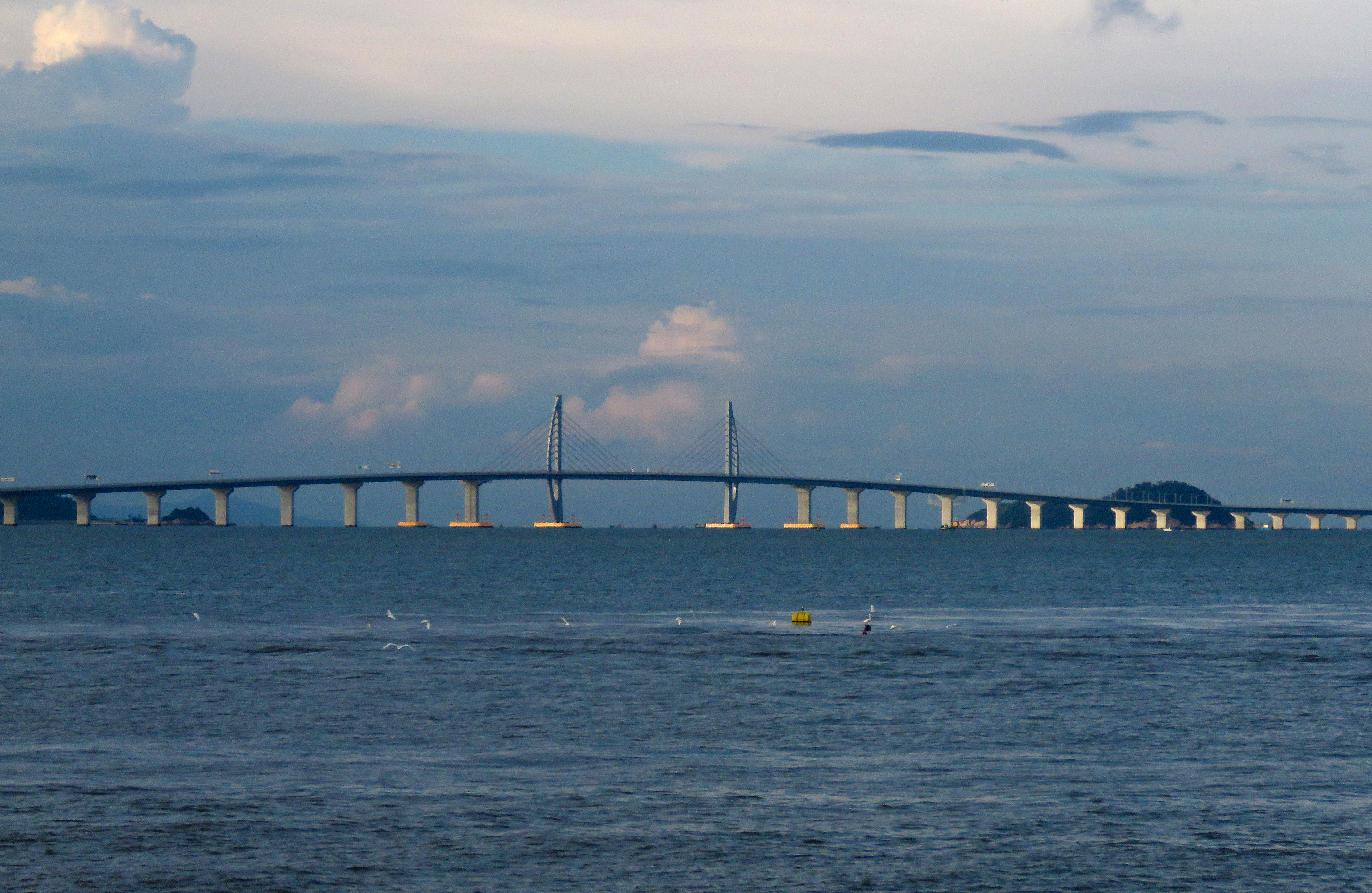
Západní část mostu Hongkong - Ču Chaj - Macao

Statistický a sčítací úřad odhadl počet obyvatel Macaa na konci roku 2018 na 667 400. S hustotou zalidnění 21 340 lidí na kilometr čtvereční  je Macao nejhustěji zalidněným regionem na světě. Převážnou většinu (88,7 %) tvoří Číňané, z nichž mnozí pocházejí z provincií Kuang-tung (31,9 %) nebo Fu-ťien (5,9 %). Zbývajících 11,6 % tvoří menšiny, které nejsou etnickými Číňany, především Filipínci (4,6 %), Vietnamci (2,4 %) a Portugalci (1,8 %). Několik tisíc obyvatel je macajského původu, rodilých multirasových lidí se smíšenými portugalskými předky. Z celkového počtu obyvatel (bez migrantů) se 49,4 % narodilo v Macau a 43,1 % v pevninské Číně. Velká část obyvatel jsou portugalští občané, což je dědictví koloniální nadvlády; v době předání suverenity v roce 1999 mělo 107 000 obyvatel portugalský pas.
Převládajícím jazykem je kantonština, dialekt čínštiny pocházející z provincie Kuang-tung. Hovoří jí 87,5 % obyvatel, z toho 80,1 % jako prvním jazykem a 7,5 % jako druhým jazykem. Dalším úředním jazykem je portugalština, kterou ovládá pouze 2,3 % obyvatel. Pro 0,7 % je rodným jazykem a 1,6 % ji používá jako druhý jazyk. Zvýšená imigrace z pevninské Číny v posledních letech zvýšila počet osob hovořících mandarínštinou, která tvoří přibližně polovinu obyvatel (50,4 %); 5,5 % jsou rodilí mluvčí a 44,9 % jsou mluvčí druhého jazyka. Při psaní se používají tradiční čínské znaky namísto zjednodušených znaků používaných na pevnině. Angličtina je považována za další pracovní jazyk a mluví jí více než čtvrtina obyvatel (27,5 %); 2,8 % jsou rodilí mluvčí a 24,7 % mluví anglicky jako druhým jazykem. Macanskou patois, místní kreolštinou obecně známou jako patuá, dnes mluví jen několik málo lidí ze starší macanské komunity.
Na Macau se vyskytuje několik extrémů. Je to nejhustěji osídlená země (v tomto případě závislé území) na světě. Střední délka života je 84,36 let, což je nejvíce na světě. Kojenecká úmrtnost je jedna z nejnižších na světě. Úhrnná plodnost je 0,91 dítěte na ženu, což je nejméně na světě po Tchaj-wanu.
Dle informace z vlády vyznává 80 procent populace buddhismus, 6,7 procenta křesťanství a 13,7 procenta jiné náboženství.
Přistěhovalci, žijící v Macau, tvoří více než 25 procent veškeré pracovní síly. Většinou pracují na méně placených místech, včetně stavebnictví, hotelů a restaurací.

## Galerie

Teritoriální expanze Macaa
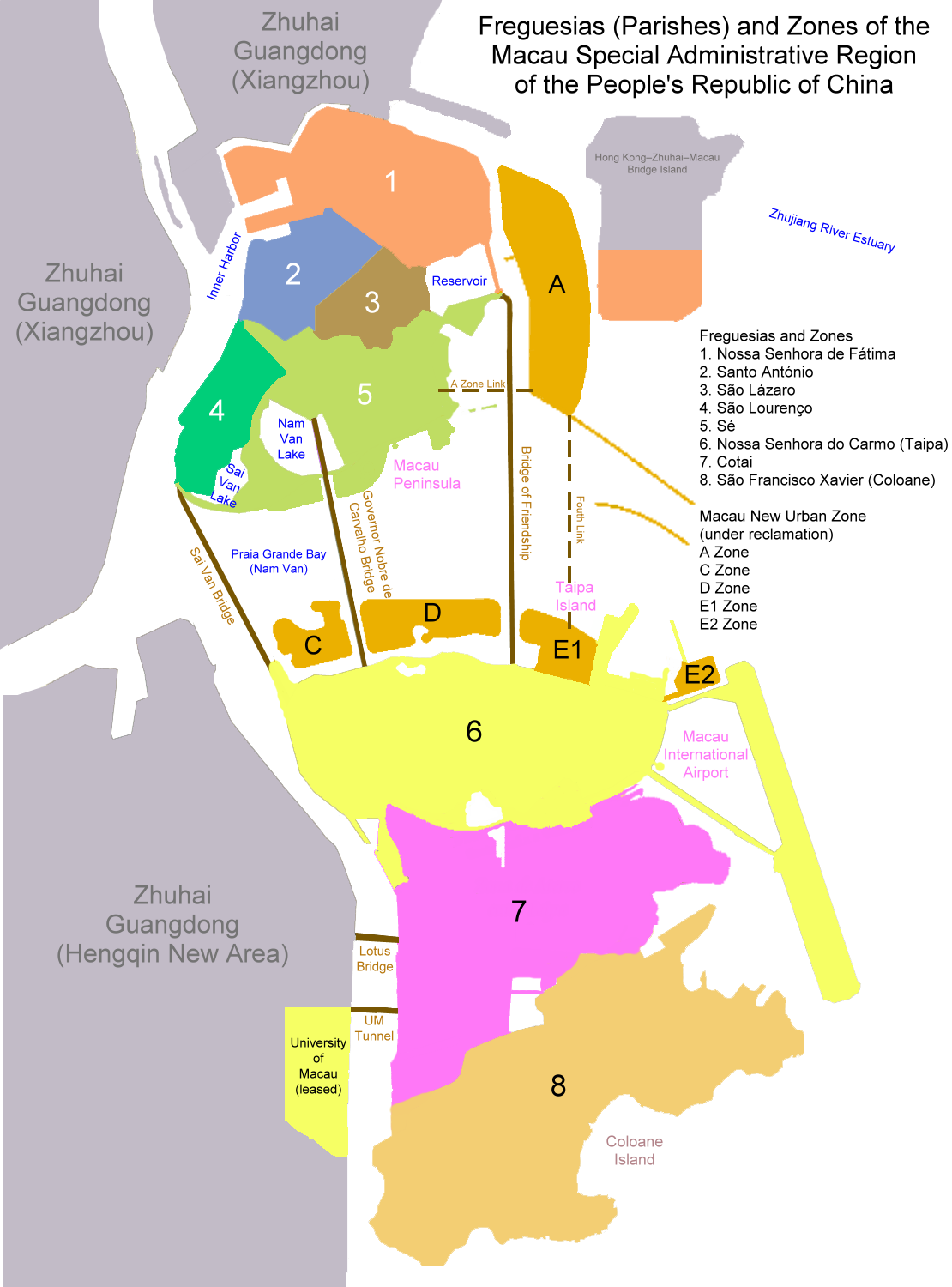
Administrativní dělení
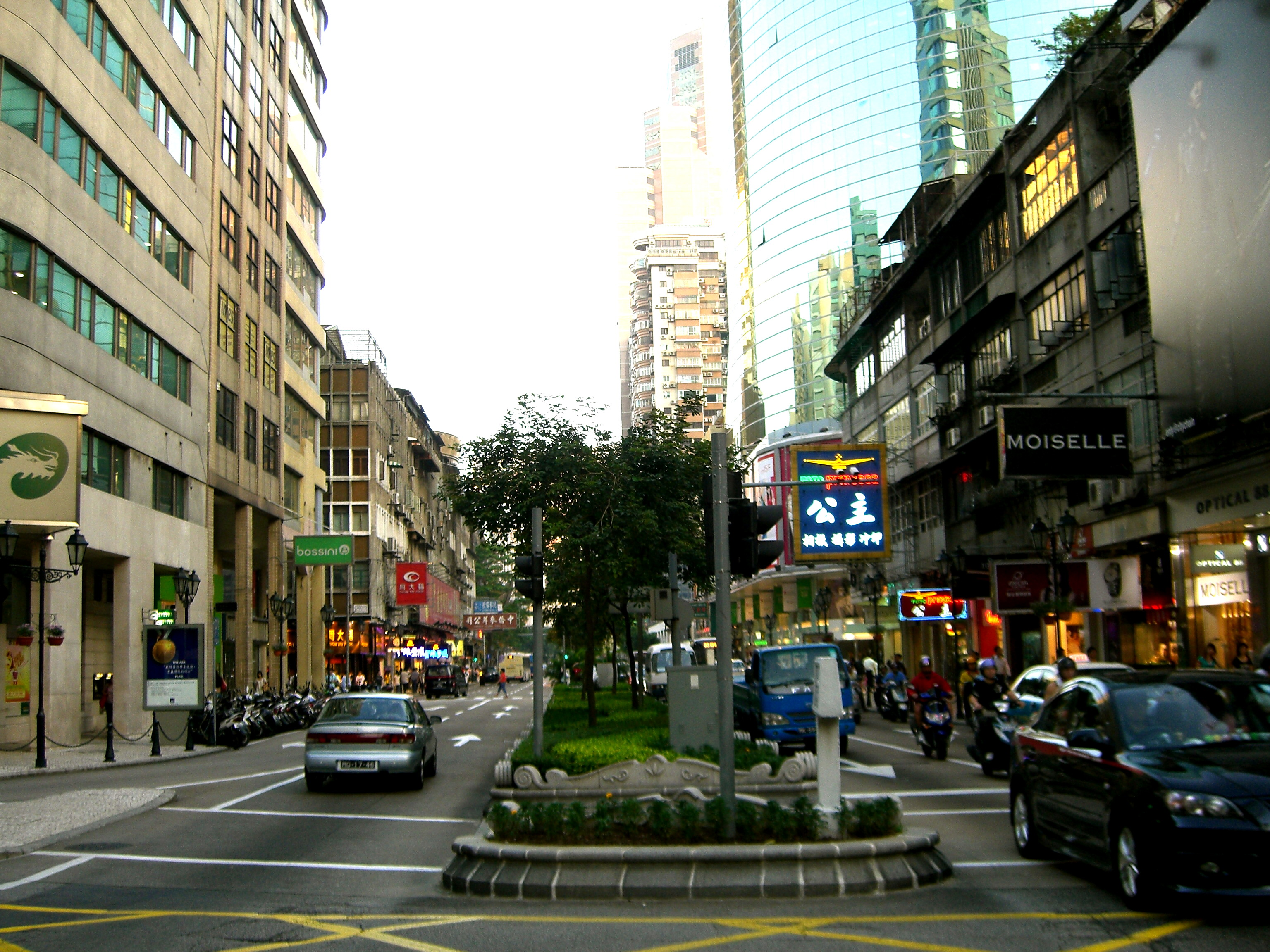
Typická ulice Macaa
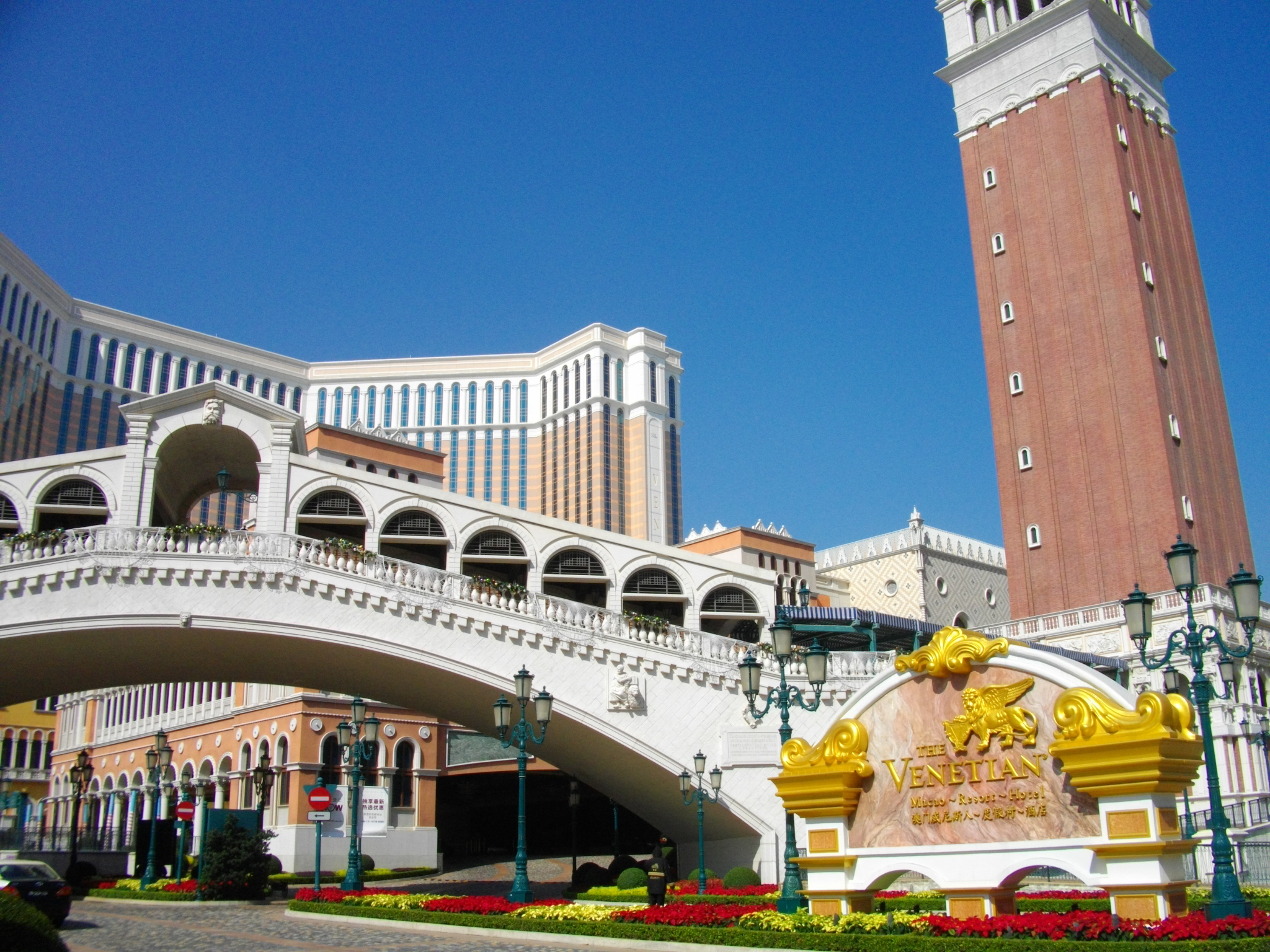
Most a luxusní hotel The Venetian na ostrově Cotai
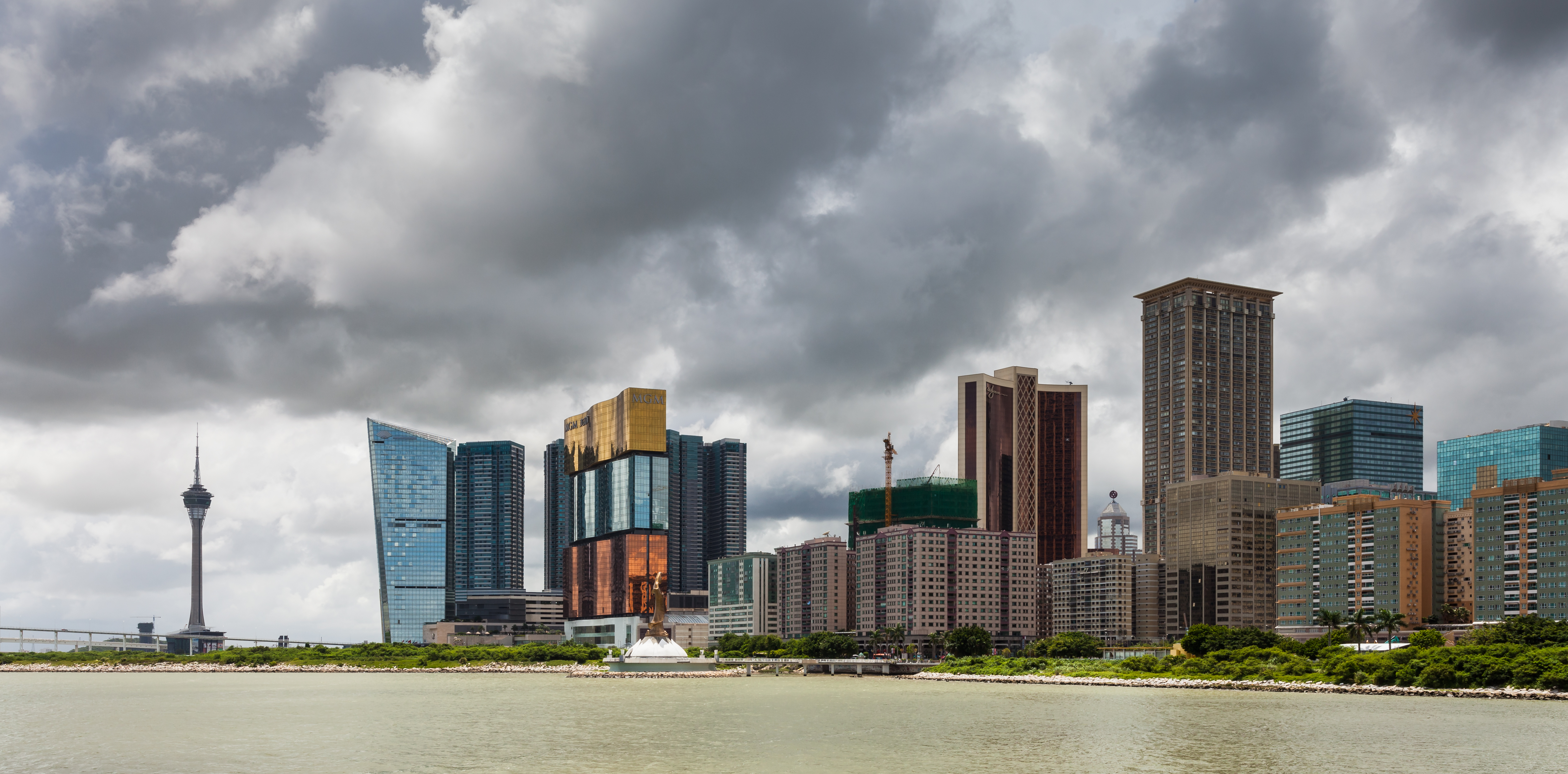
Pohled na kasina v centru Macaa
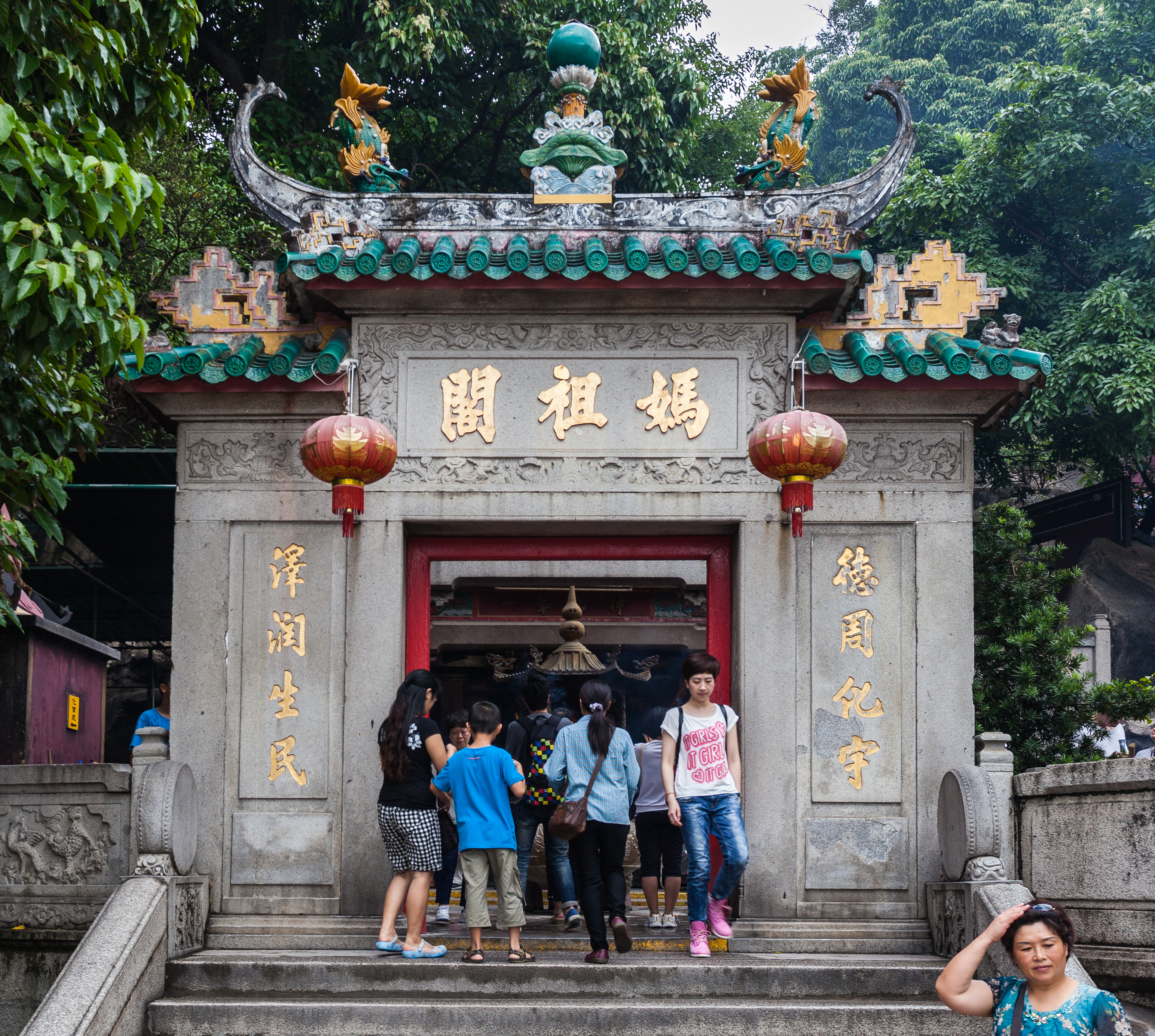
Chrám A-Ma
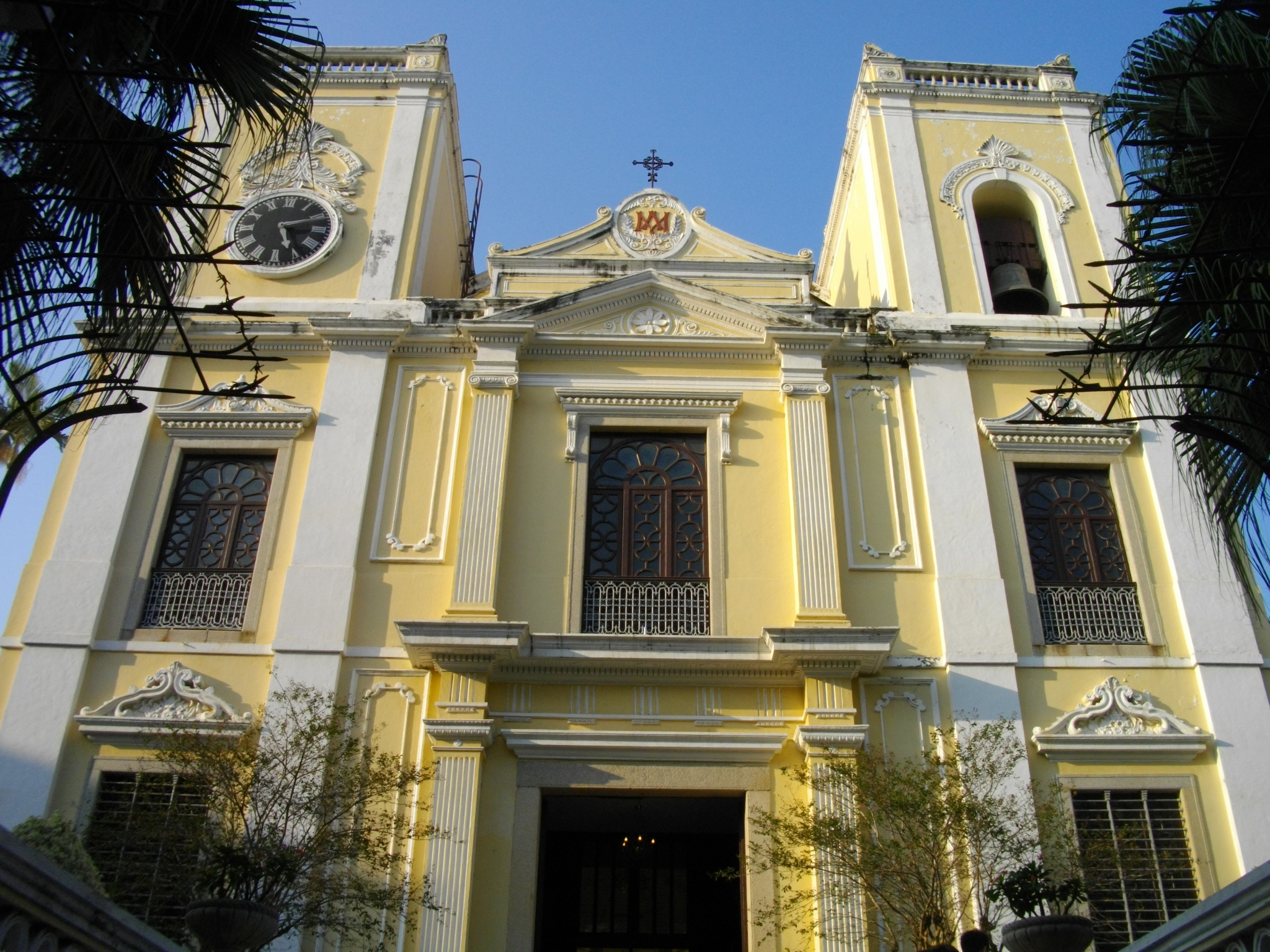
Kostel sv. Vavřince
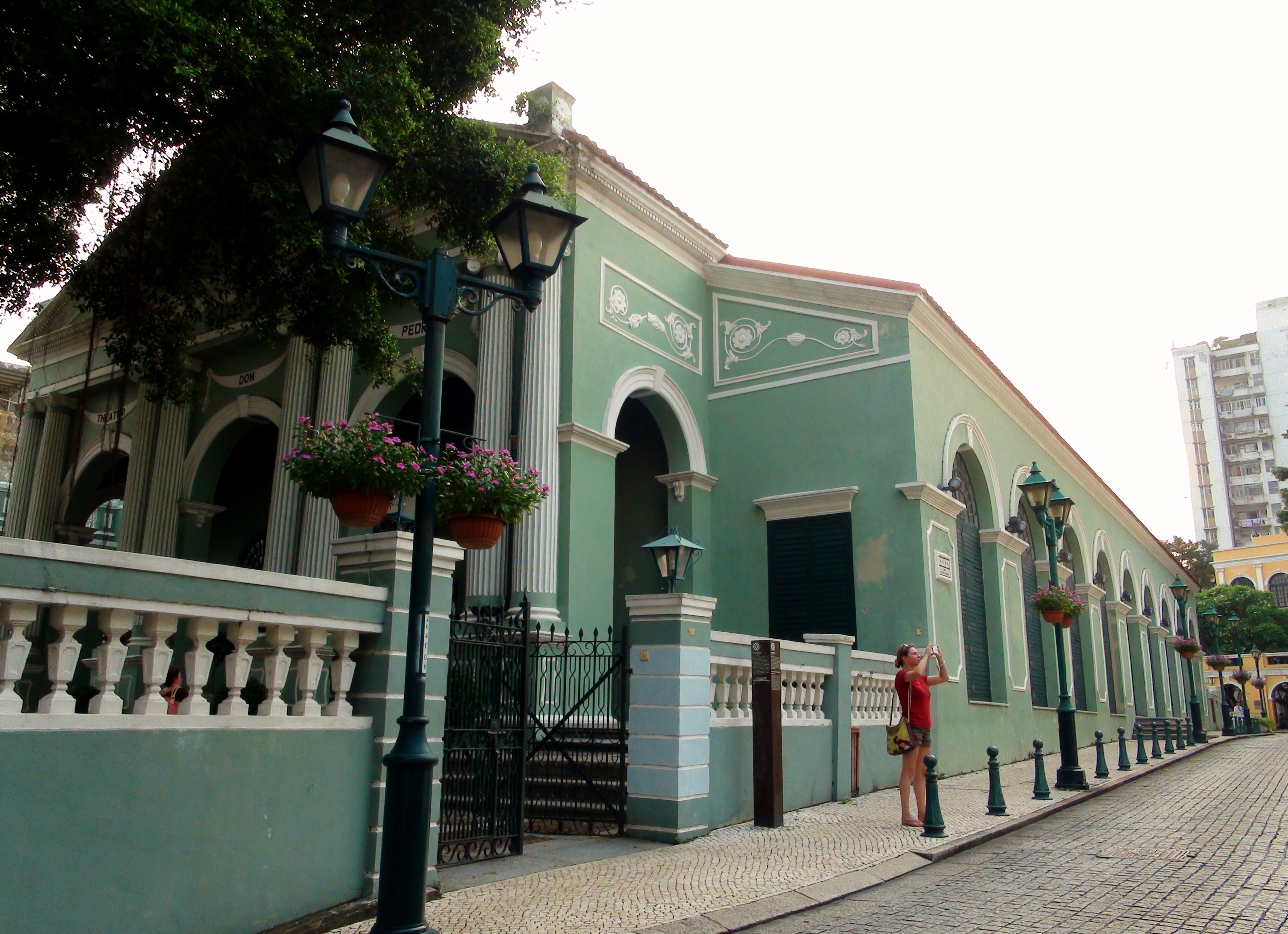
Divadlo Dom Pedro V
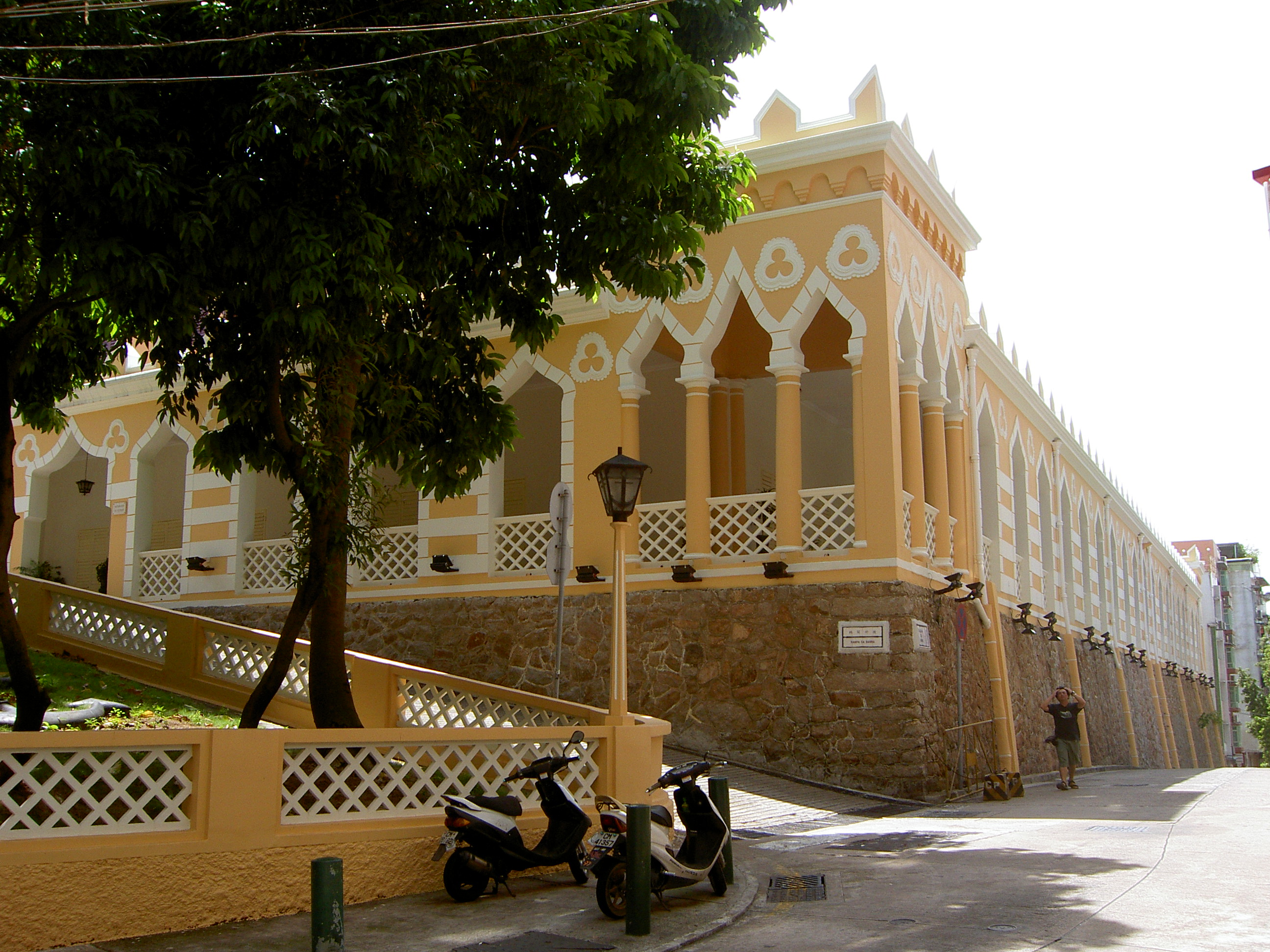
Maurská kasárna

## Partnerská města
- Lisabon, Portugalsko (20. května 1982)
- Brusel, Belgie (11. prosince 1991)
- Porto, Portugalsko (26. června 1992)
- Coimbra, Portugalsko (23. června 1997)
- Linköping, Švédsko (29. listopadu 1997)
- São Paulo, Brazílie (19. června 2000)
- Las Vegas, Spojené státy americké (2. listopadu 2001)
- Danang, Vietnam (10. října 2006)
- Praia, Kapverdy (4. prosince 2007)
- Phuket, Thajsko (9. května 2018)